# Nematoctonus concurrens
Nematoctonus concurrens är en svampart som beskrevs av Drechsler 1949. Nematoctonus concurrens ingår i släktet Nematoctonus och familjen musslingar.   Inga underarter finns listade i Catalogue of Life.